# Geologische wand

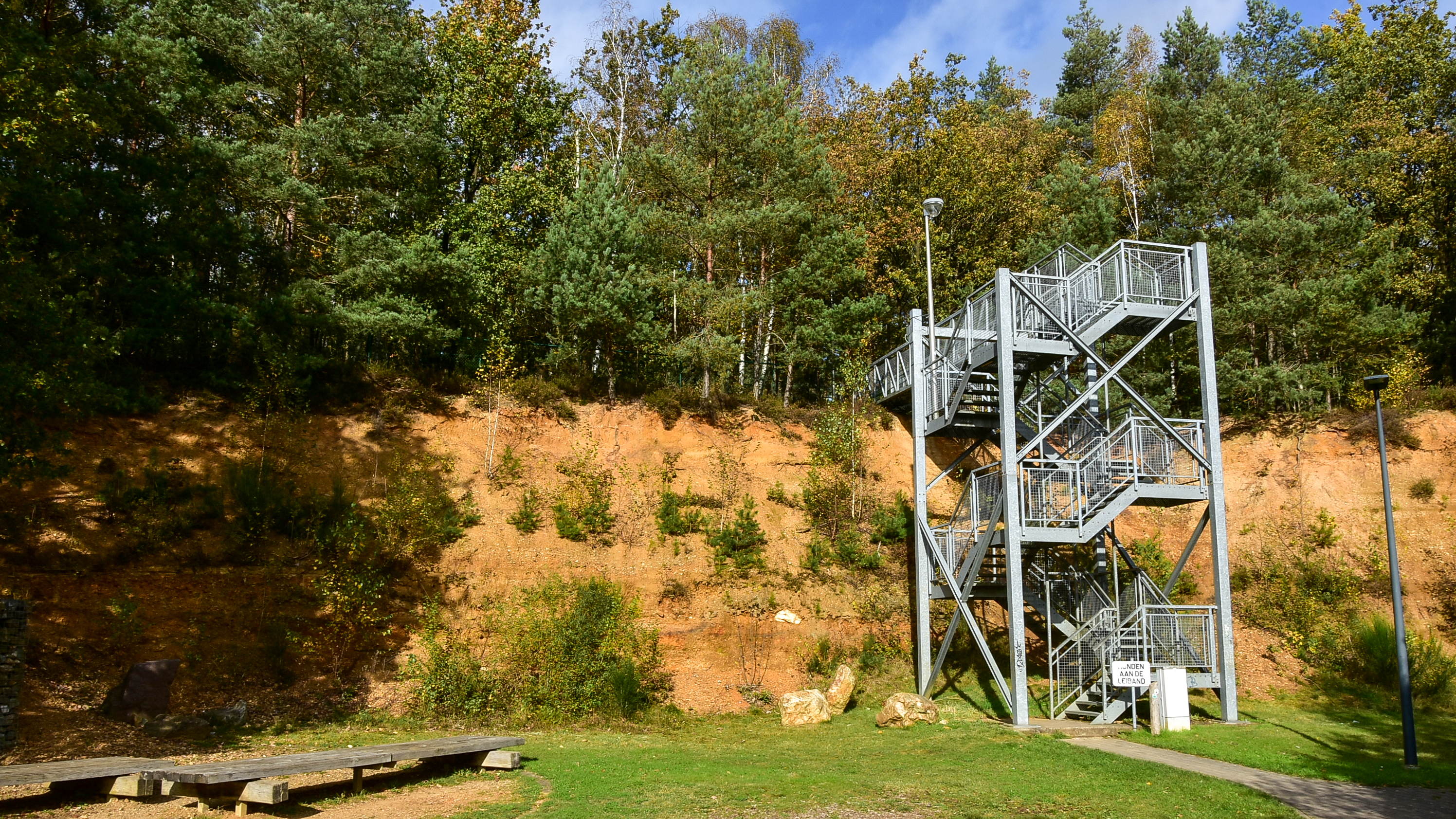
De geologische wand en de trappentoren

De Geologische wand is een geologisch monument in de Belgische gemeente As. De wand is ongeveer negen meter hoog en ontstond door grindwinning. De wand ligt in de voormalige Groeve Hermans, een deel van het Nationaal Park Hoge Kempen, dicht bij de toegangspoort Station As.

## Ontstaan
De wand is het eerste geologische monument in Vlaanderen en werd in 1994 erkend als beschermd landschap. De wand toont ongeveer 900 000 jaar geologische geschiedenis. De groevewand bestaat uit meerdere pakketten waarbij een pakket is samengesteld uit een laag grof grind aan de basis, die naar boven toe fijner wordt, overgaat in een zandlaag en in sommige gevallen zelfs in een kleilaag. Boven op de kleilaag begint een nieuw pakket met aan de basis grof grind en dan fijn grind, zand, silt en zelfs klei. 
Deze opeenstapeling is het gevolg van rivierafzettingen in het midden van het Pleistoceen, in de periode tussen 850 000 tot 130 000 jaar geleden. Het debiet van en de daaruit voortvoeiende energie bepaalde of er grof of zeer fijn materiaal in het afgezette pakket aanwezig is. Dit is typisch voor een vlechtende rivier: kleine beddingen die mekaar kruisen en verschillende sedimenten afzetten, afhankelijk van plaats en tijd. 
Deze rivier is de Maas, nu een regenrivier maar tijdens de afzettingsperiode vergrootte het debiet enorm na de lange winterperiode door massa's sneeuwsmeltwater uit de Ardennen. Anno 2021 ligt de Maas 15 km meer oostwaarts en 56 m lager.
De oriëntatie van de wand volgt het lengteprofiel van de stroomgeul die afhelt van het zuiden naar het noorden. De schuine gelaagdheid is zowel zichtbaar in het fijnere sediment als in de grindlagen. De afgeplatte grinden liggen dakpansgewijs over elkaar wat ook een aanwijzing is van de stroomrichting.

### Stratigrafie
De keien van het grindpakket bestaan uit gesteenten uit de Ardennen en Noord-Frankrijk. Overwegend zijn het melkwit gangkwarts, grijze kwartsiet, zandsteen, conglomeraat, silex en zeer sporadisch een granietkei.
De grindlagen die in het hoogterras in As zijn afgezet verschillen qua procentuele samenstelling van de grinden in het midden- en laagterras in de Limburgse Maasvallei.
Via een trappentoren zijn de verschillende lagen te bezichtigen. In de lagen zijn afzettingen uit het Cromerien en het Elsterien te onderscheiden. Tijdens die warme periodes werd er weinig of geen puin afgezet omdat het stroomgebied bedekt was met vegetatie. Bovendien ontbrak vorstwerking, verantwoordelijk voor de verwering (stukvriezen van grotere stenen in de Ardennen).  Bovendien begon de Maas in de tussenijstijden te eroderen in haar eigen puin, dus geen afzetting.
Het dun laagje mangaanoxide (zie afbeelding) is het geoxideerd verweringsproduct van mangaanhoudende gesteenten die dagzomen langs de Lienne en via de Amblève en de Maas tot in As werden vervoerd. 
De lagen onderaan in de geologische wand komen overeen met de oudste afzettingen bij het begin van het Cromerien terwijl de lagen bovenaan in het grindpakket de jongste zijn uit het Elsterien. De bovenlaag is gevormd door dekzand, aangevoerd door windafzetting (afkomstig uit de droge Noordzeebodem) die gebeurde op het einde van de laatste ijstijd (Weichselien).
Saalien en Weichselien zijn ijstijden die verantwoordelijk voor de afzettingen van midden- en laagterras in de Maasvallei.

### IJsschotszwerfstenen
Grote grindblokken zijn op vele plaatsen in het Nationaal Park te zien. Ze worden ijsschotszwerfstenen of maasgrindblokken genoemd en werden regelmatig aangetroffen tussen lagen met grof grind. Als ze zijn meegevoerd door een rivier met klein verval, zoals de Maas, kan dit alleen drijvend op, of ingevroren in ijsschotsen tijdens de jaarlijkse dooiperiode van een glaciaal. Het grind en zand is afgezet tijdens een koude periode, het Cromeriaan (850 tot 465 duizend jaar geleden).

## Galerij

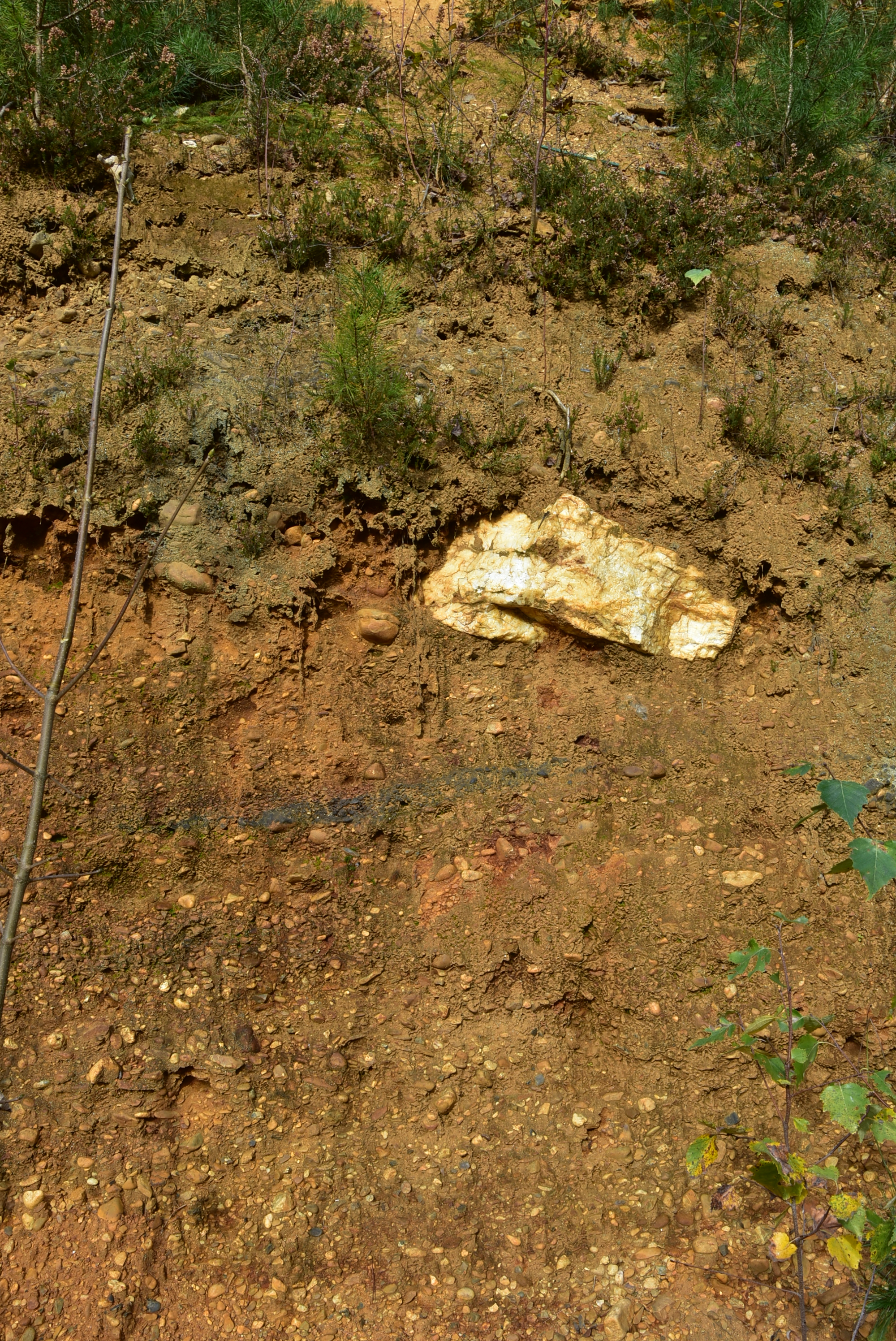
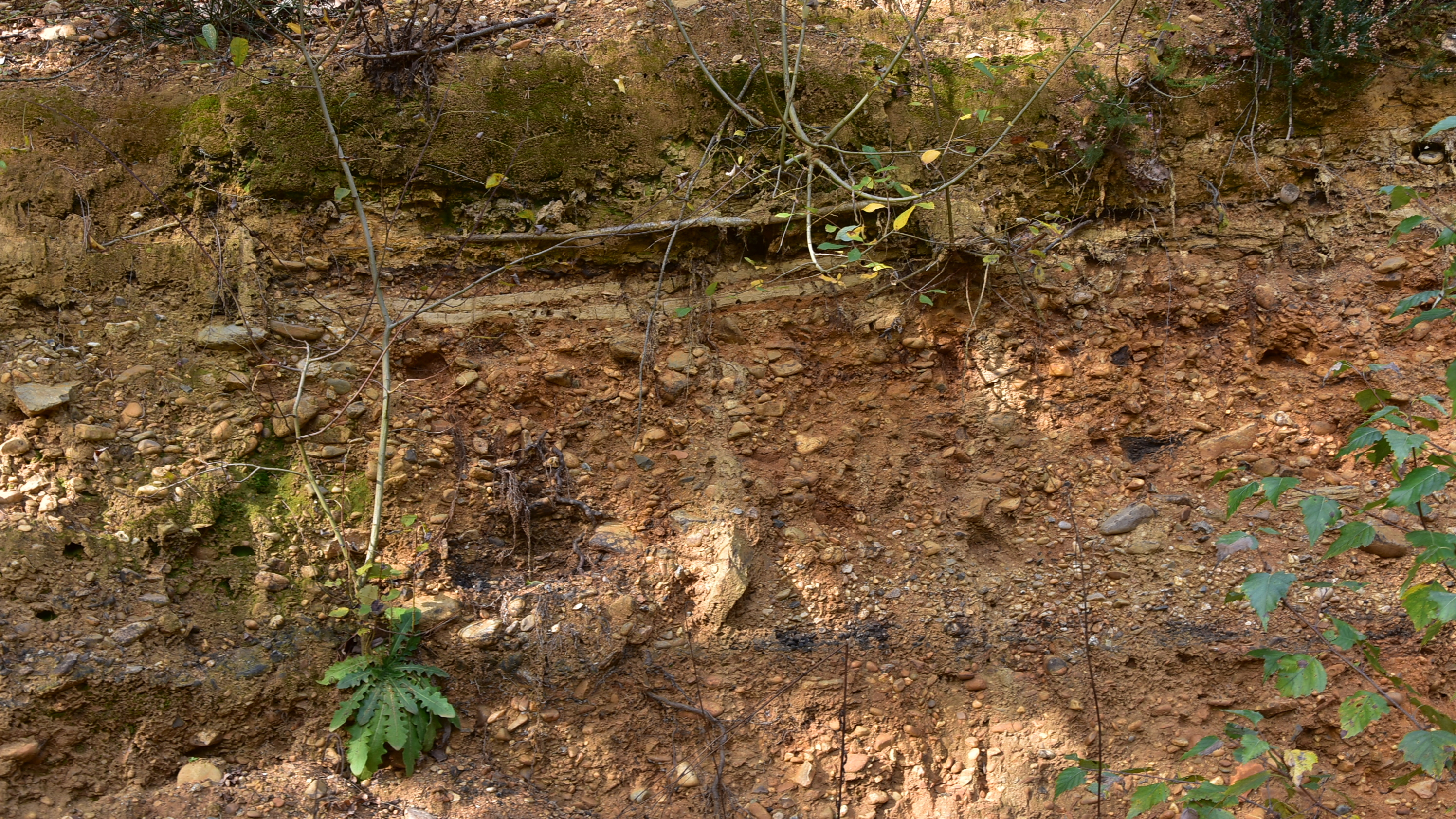
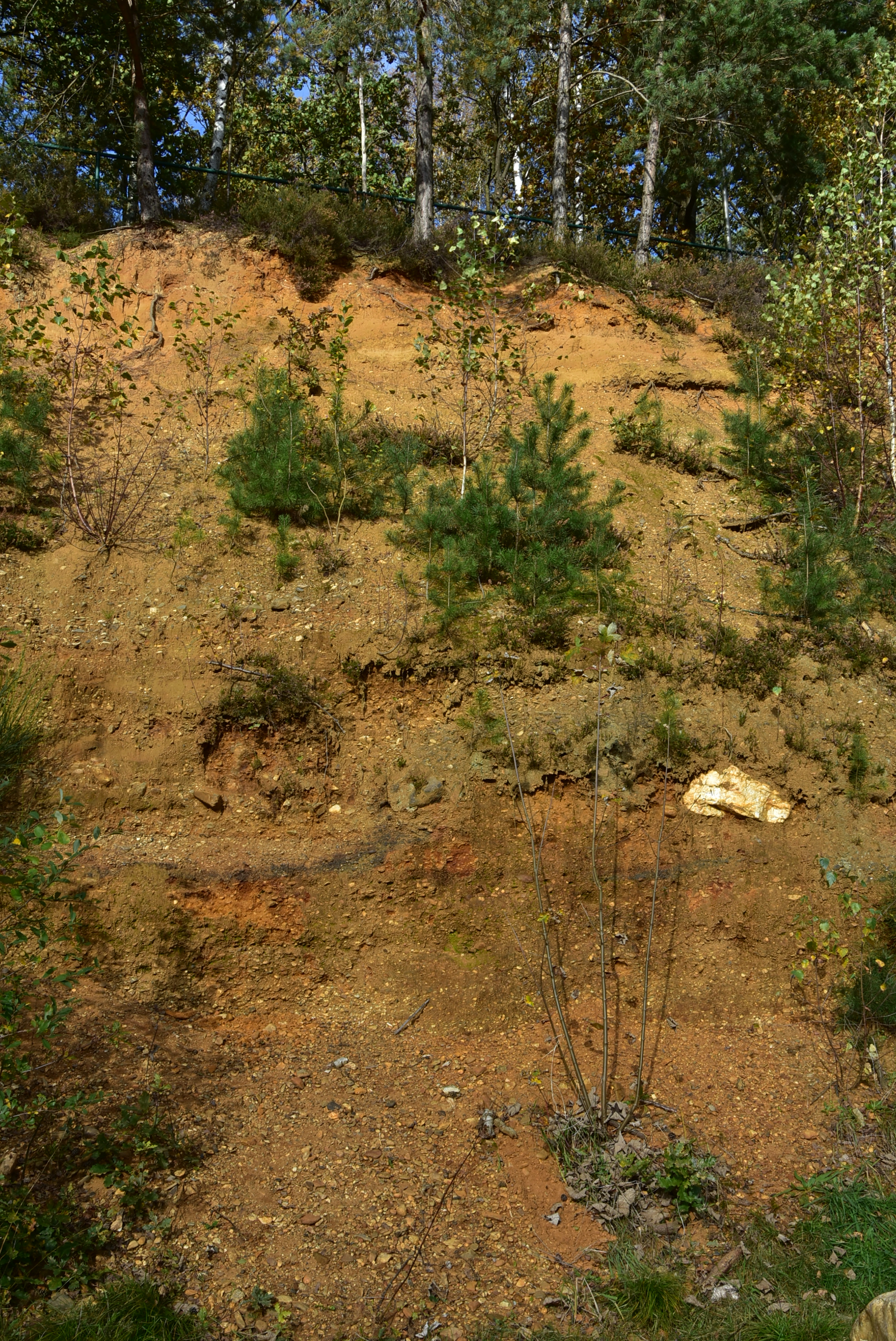
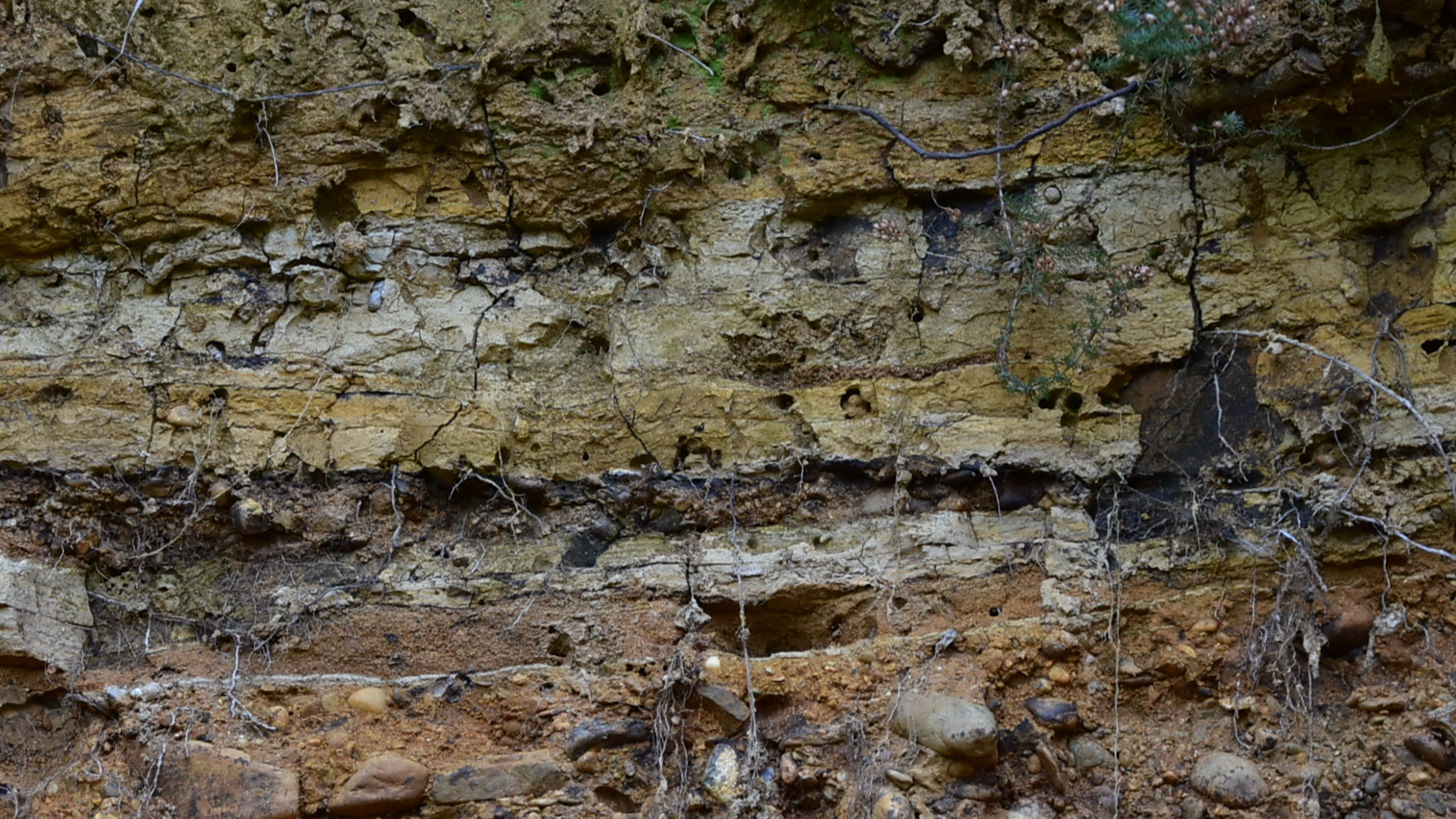
Kleiafzetting (centraal op de foto)
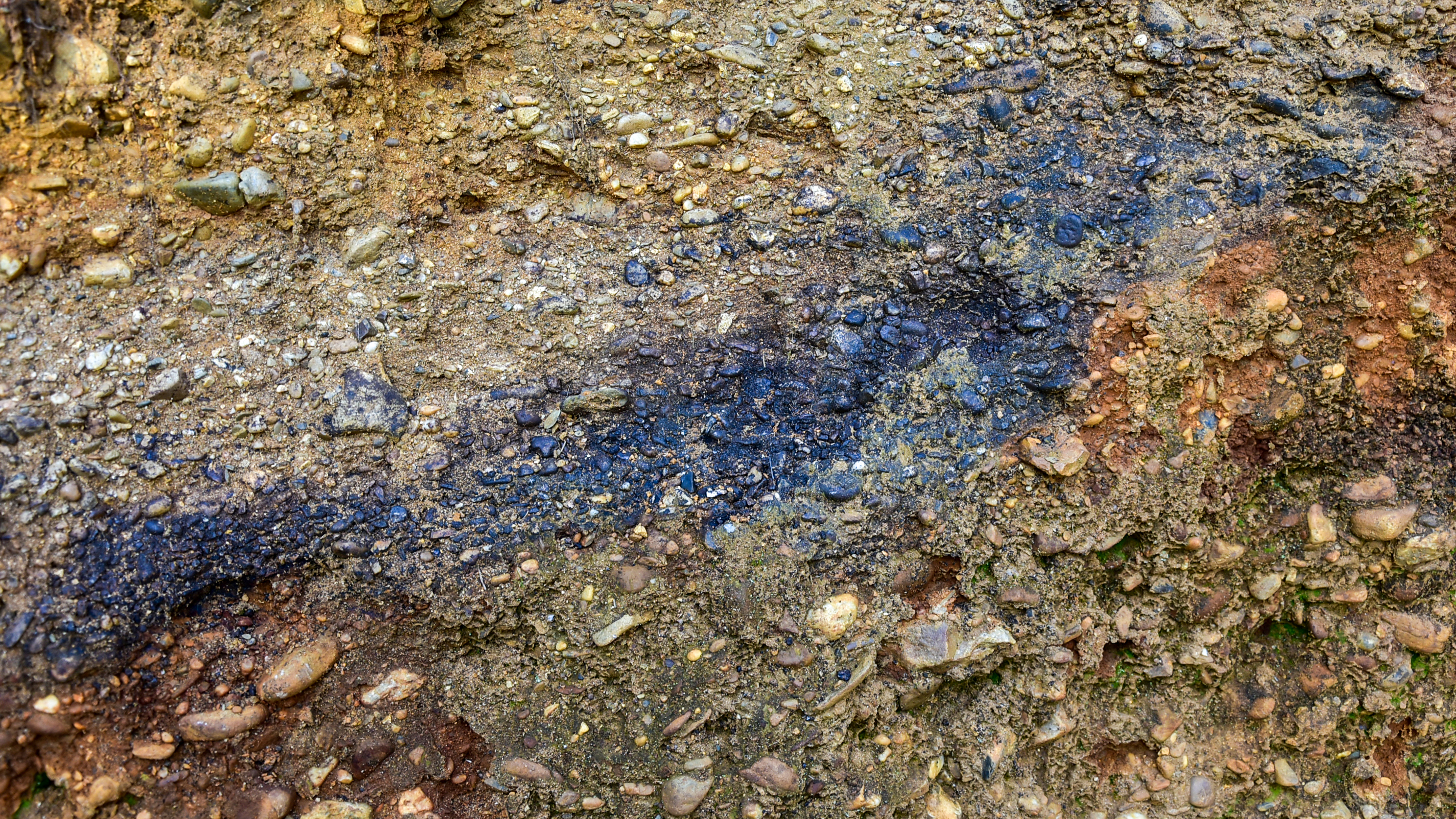
Mangaanoxyde uit de Lienne
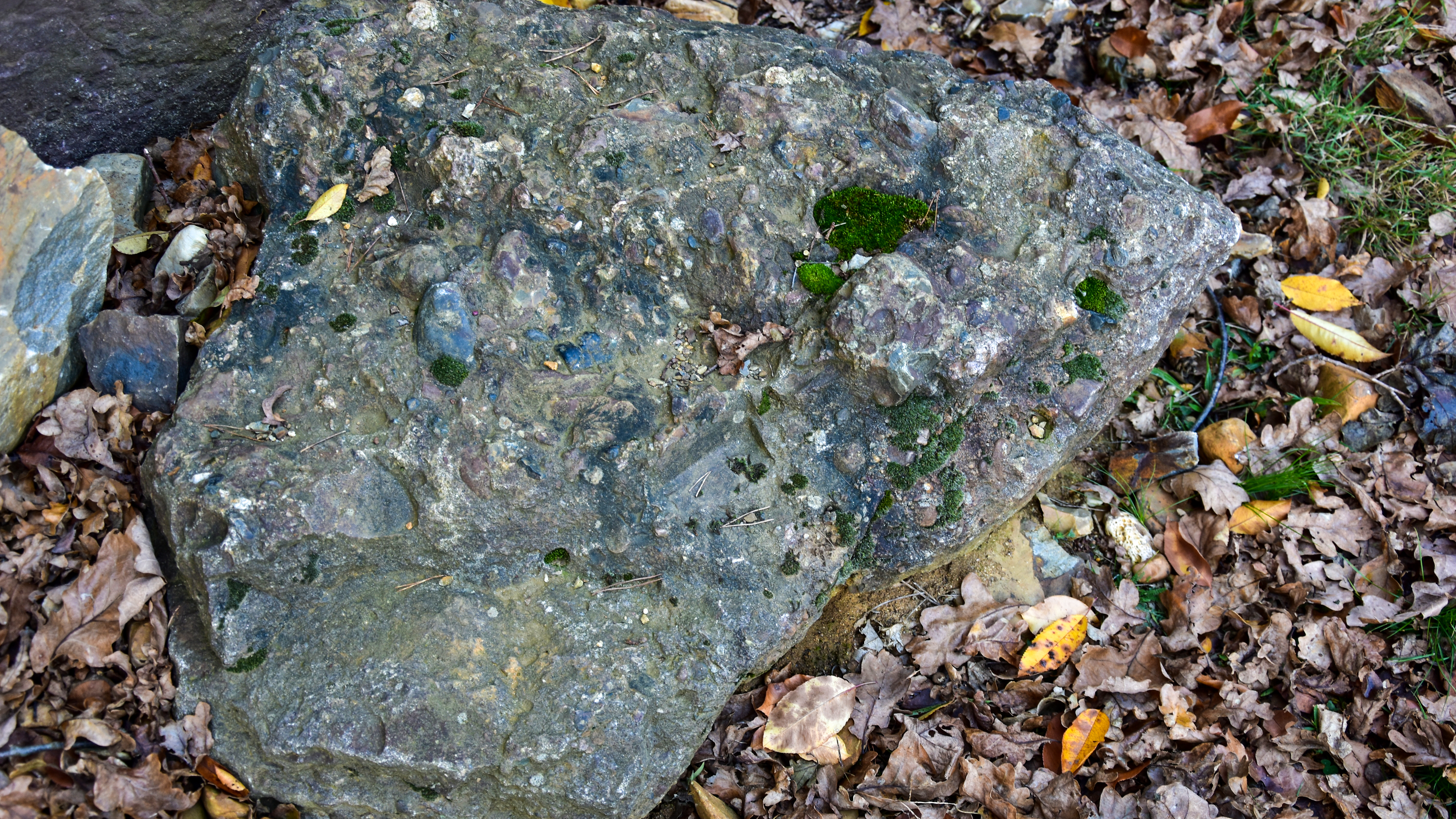
Conglomeraat bij de wand